# 스페츠나츠 GRU
스페츠나츠 GRU(Spetsnaz GRU)는 과거 소련군, 현재 러시아 연방군 정보총국 소속 스페츠나츠이다.

## 역사
1949년 창설된 스페츠나츠는 러시아어로 '특별한 목적의 군대들'이라는 뜻이다. 현재 정보기관인 연방보안국(FSB), 군사정보국(GRU), 해외정보국(SVR), 내무부(MVD) 등에 나뉘어 편성돼 있다.
1968년 체코 프라하의 봄 진압 등을 통해 악명을 떨쳤다. 1979년 아프간 침공 당시 아프가니스탄 대통령궁에 침입해 하피줄라 아민 아프가니스탄 대통령을 사살하고 아프간군의 지휘체계를 붕괴시켰다.

## 알파팀
1995년 10월 14일 모스크바에서 발생한 한국인 관광객 납치사건을 사건발생 9시간 만에 무력진압에 성공한 러시아 알파부대는 대테러 특수진압 부대이다. 소련 시절 테러진압을 위해 창설되었으며, 알파부대원들은 엄격한 선발 과정과 스페츠나츠 훈련소에서의 혹독한 훈련을 거친 정예요원이다. 1991년 소련 공산당 보수파의 8월 쿠데타를 진압했다.

## 구성
러시아 육군에 9개의 여단 또는 연대, 러시아 공수군에 1개 여단, 러시아 해군에 4개 대대가 있으며 1997년 현재 25,000명 규모라고 알려져 있다.
제45스페츠나츠여단은 2014년 12월에 연대에서 여단으로 승격되었다.
- 러시아 육군
  - 제2스페츠나츠여단
  - 제3스페츠나츠여단
  - 제10스페츠나츠여단
  - 제14스페츠나츠여단
  - 제16스페츠나츠여단
  - 제22스페츠나츠여단
  - 제24스페츠나츠여단
  - 제25스페츠나츠연대
- 러시아 공수군
  - 제45스페츠나츠연대
  - 러시아 해군
  - 해군특수정찰 (OMRP)
    - 제42해군정찰지대 (태평양 함대)
    - 제388해군정찰지대 (흑해 함대), 옛 제431 MRP
    - 제420해군정찰지대 (북방함대)
    - 제56해군정찰지대 (발트 함대)

  - 전력 및 시설 수중견제대응 (PDSS)
    - 제101 PDSS 분견대 - Petropavlovsk-Kamchatsky
    - 제102 PDSS 분견대 - 세바스토폴
    - 제136 PDSS 분견대 - Novorossiysk
    - 제137 PDSS 분견대 - Makhachkala
    - 제140 PDSS 분견대 - Vidyayevo
    - 제152 PDSS 분견대 - 무르만스크주 Polyarny
    - 제153 PDSS 분견대 - 무르만스크주 Ostrovnoy
    - 제159 PDSS 분견대 - Razboynik
    - 제160 PDSS 분견대 - 무르만스크
    - 제269 PDSS 분견대 - Gadzhiyevo
    - 제311 PDSS 분견대 - Petropavlovsk-Kamchatsky
    - 제313 PDSS 분견대 - Baltiysk
    - 제473 PDSS 분견대 - Kronstadt